# Unai Hernández
Unai Hernández Lorenzo (Malgrat de Mar, 14 de diciembre de 2004) es un futbolista español que juega de centrocampista en el Al-Ittihad Jeddah Club de la Liga Profesional Saudí.

## Trayectoria
Se formó en el Girona F. C. y a mediados de 2022 fichó por el F. C. Barcelona para jugar en su juvenil. En su primera campaña llegó a debutar con el filial, al que ascendió en la temporada 2023-24. En ella marcó diez goles en 38 partidos y la siguiente era el máximo goleador con nueve tantos antes de ser traspasado en enero de 2025 al Al-Ittihad Jeddah Club.

## Estadísticas

### Clubes
Actualizado al último partido disputado el 26 de mayo de 2025.
| Club                                  | Div.          | Temporada     | Liga  | Liga  | Copas nacionales | Copas nacionales | Copas internacionales | Copas internacionales | Total | Total |
| Club                                  | Div.          | Temporada     | Part. | Goles | Part.            | Goles            | Part.                 | Goles                 | Part. | Goles |
| ------------------------------------- | ------------- | ------------- | ----- | ----- | ---------------- | ---------------- | --------------------- | --------------------- | ----- | ----- |
| Girona F. C. "B" · España             | 3.ª F         | 2021-22       | 17    | 0     | ―                | ―                | ―                     | ―                     | 17    | 0     |
| Girona F. C. "B" · España             | Total club    | Total club    | 17    | 0     | 0                | 0                | 0                     | 0                     | 17    | 0     |
| F. C. Barcelona Atlètic · España      | 1.ª F         | 2022-23       | 1     | 0     | ―                | ―                | ―                     | ―                     | 1     | 0     |
| F. C. Barcelona Atlètic · España      | 1.ª F         | 2023-24       | 38    | 10    | ―                | ―                | ―                     | ―                     | 38    | 10    |
| F. C. Barcelona Atlètic · España      | 1.ª F         | 2024-25       | 20    | 9     | ―                | ―                | ―                     | ―                     | 20    | 9     |
| F. C. Barcelona Atlètic · España      | Total club    | Total club    | 59    | 19    | 0                | 0                | 0                     | 0                     | 59    | 19    |
| Al-Ittihad Jeddah Club Arabia Saudita | 1.ª           | 2024-25       | 9     | 1     | 0                | 0                | ―                     | ―                     | 9     | 1     |
| Al-Ittihad Jeddah Club Arabia Saudita | Total club    | Total club    | 9     | 1     | 0                | 0                | 0                     | 0                     | 9     | 1     |
| Total carrera                         | Total carrera | Total carrera | 85    | 20    | 0                | 0                | 0                     | 0                     | 85    | 20    |

## Palmarés

### Títulos nacionales
| Título                    | Club                   | País           | Año  |
| ------------------------- | ---------------------- | -------------- | ---- |
| Liga Profesional Saudí    | Al-Ittihad Jeddah Club | Arabia Saudita | 2025 |
| Copa del Rey de Campeones | Al-Ittihad Jeddah Club | Arabia Saudita | 2025 |